# Dornier Do D
Die Dornier Do D ist ein in den 1920er Jahren von den Dornier-Werken in Manzell am Bodensee entworfenes und gebautes Ganzmetallflugzeug.

## Entwicklung
Im Rahmen der Lizenzverhandlungen, die Claude Dornier 1924 mit der Firma Kawasaki Dockyard Ltd. führte, gab die japanische Seite ein Schwimmerflugzeug in Auftrag, das sie als Torpedoflugzeug für die japanische Marine produzieren wollte, die zu der Zeit eine entsprechende Ausschreibung ausgegeben hatte. Dornier orientierte sich bei dem Entwurf an der Do C, die ihrerseits auf der Do B Komet III beruhte, und übernahm von ihr die komplette Rumpfstruktur samt der Tragfläche. Lediglich das Schwimmwerk mit den großflächigen Verkleidungen war eine Neukonstruktion. Die Wahl des Antriebs fiel auf einen britischen Eagle IX. Der Bau des Prototyps begann im März/April 1924 und konnte im Oktober des Jahres abgeschlossen werden. Noch im gleichen Monat erteilte das Interalliierte Luftfahrt-Garantiekomitee (ILGK), welches für die Einhaltung der Bestimmungen des Versailler Vertrags im Luftfahrtbereich zuständig war, der Do D als vermeintlich „zivilem“ Flugzeug die Zulassung, und die ersten Flüge wurden durchgeführt. Gelegentlich wird in der Literatur auch der 25. September als Datum des Erstflugs genannt. Die Testflüge vor einer japanischen Abnahmekommission fanden am 29. Oktober 1924 statt und fielen zu deren Zufriedenheit aus. Das Flugzeug wurde deshalb im Anschluss zerlegt und per Schiff nach Japan überführt, wo es im folgenden Jahr an einem Vergleichsfliegen für den besagten Wettbewerb teilnahm. Trotzdem die Do D als einziger Teilnehmer die gestellten Forderungen erfüllen konnte, erging seitens der Marine kein Serienauftrag an Kawasaki und die Do D wurde vorerst auf Eis gelegt.
Als im Frühling 1926 der leistungsstarke BMW-VI-Flugmotor erschien, griff Dornier das Projekt noch einmal auf und entwickelte mit diesem Antrieb die Do D Bis, im Unterschied zum Prototyp ohne Untersetzungsgetriebe, dafür mit zweiblättriger Luftschraube und einem merklich vergrößerten Seitenleitwerk. Noch bevor das erste Exemplar seinen Erstflug absolvieren konnte, erging im Juni einen Auftrag von den jugoslawischen Seestreitkräften zum Bau von zehn Exemplaren. Im November war das Erste davon fertiggestellt und wurde eingeflogen. Zusammen mit zwei weiteren Do D wurde es im Januar 1927 an Jugoslawien ausgeliefert. Ein weiteres stürzte am 24. Februar 1927 in den Bodensee, wobei der Bordmechaniker ums Leben kam; der als Einflieger fungierende Pilot überlebte. Die letzten sieben Flugzeuge wurden zwischen März und Mitte 1927 übergeben.
Eine mit dem leistungsgesteigerten Triebwerk BMW VI U mit Untersetzungsgetriebe versehene Do D Bis stellte mit der Besatzung Wagner, Zinsmaier und Fath zwischen Juli und August 1927 acht internationale Weltrekorde auf.
Da sich die Do D zu bewähren schien, erteilte die jugoslawische Marine Dornier zum Jahresende 1927 einen erneuten Auftrag über die Lieferung von weiteren 14 Stück, deren Auslieferung aber aus finanziellen Gründen erst zwischen März und September 1929 erfolgte. Auch das deutsche Reichsverkehrsministerium zeigte Interesse und bestellte um 1928/1929 drei mit dem BMW VI U ausgerüstete und als Do D Bas bezeichnete Exemplare, die im April und Mai 1929 übergeben wurden und bei der Deutschen Versuchsanstalt für Luftfahrt bzw. der Deutschen Verkehrsfliegerschule zum Einsatz kamen. Sie wurden als D–1541, D–1597 und D–1598 registriert: Erstere stürzte im Februar 1932 ab, die Zweite wurde im September 1931 stillgelegt und zerlegt; der Verbleib der Dritten ist unbekannt.
Die einzelnen Do D unterschieden sich untereinander durch die Anzahl und Form der seitlichen Rumpffenster. Es gab Exemplare mit nur einem eckigen oder runden Fenster pro Seite, aber auch bis zu vier runden Fenstern auf jeder Seite. Letztere scheinen die von Deutschland genutzten gewesen zu sein. Das erste für Jugoslawien bestimmte Baulos hatte außerdem statt eines unter dem Bug befestigten „Bauchkühlers“ zwei seitlich am Rumpf angebrachte „Ohrenkühler“, um für einen an der Unterseite mitgeführten Torpedo die nötige Bewegungsfreiheit zu schaffen. Insgesamt wurden 29 Do D produziert.

## Aufbau
Die Do D ist ein als abgestrebter Hochdecker ausgeführtes Schwimmerflugzeug in Ganzmetallbauweise. Der Rumpf besteht aus einer tragenden Außenbeplankung aus Duraluminiumblechen mit Verstärkungen durch Rahmenspanten und Stahlbeschlägen und außen in Flugrichtung verlaufenden aufgenieteten Profilversteifungen. Die offene Besatzungskabine mit zwei nebeneinanderliegenden Sitzen befindet sich unter der Vorderkante des Flügelmittelstücks und ist mit einem Doppelsteuer ausgerüstet.
Die dreiteilige Tragfläche besteht aus dem an kurzen Streben über dem Rumpf aufgesetzten Mittelstück mit den beiden integrierten, je 285 Liter fassenden Kraftstofftanks sowie den beiden Außenflügeln, die mit je zwei selbstsichernden Steckbolzen am Mittelstück angeschlossen und mit je zwei Streben am Rumpflängsholm abgestützt sind. Sie wird aus zwei Holmen aus Stahlblechprofilen und Kastenholmen aus Duraluminium gebildet. Die Beplankung besteht aus glatten Duraluminiumblechen. Die beiden Querruder sind mit Stoff bespannt und besitzen Masseausgleichsflächen.
Das Leitwerk ist auf das Heck aufgesetzt, wobei Höhen- und Seitenflosse gegeneinander abgestrebt sind. Beide bestehen aus Stahlholmen und Duraluminiumrippen mit glatter Duralblechbeplankung. Das Höhenruder ist stoffbespannt und wird durch kleine Hilfsflächen aerodynamisch entlastet, das Seitenruder besitzt einen Hornausgleich und ist bei den Versionen Do D Bis und Do D Bas bis unter das Heck heruntergezogen.
Das Schwimmwerk bilden zwei einstufige Duralschwimmer aus blechbeplankten Rahmenspanten. Sie sind mit dem Rumpf durch zwei stromlinienförmige Ausleger verbunden, die in einem Winkel von etwa 50° an den Rumpfuntergurten angebracht sind und einen Aufbau ähnlich dem eines Tragflügels besitzen. Deren Kern bildeten zwei holmartige Streben mit stromlinienförmigen Querschnitt aus zusammengesetzten, biegefesten Stahlblechprofilen und eine in Flugrichtung verlaufende diagonale Strebe. Diese Konstruktion wird von aufgenieteten Duralblechen ummantelt und ist in sich steif. Sie trägt durch ihren Aufbau und ihre aerodynamische Formgebung zum Auftrieb bei und gab mit ihrem Aussehen der Do D ihren Spitznamen: „Hosensepp“.

## Technische Daten
| Kenngröße                   | Daten (Do D) | Daten (Do D Bis) | Daten (Do D Bas) |
| --------------------------- | --- | --- | --- |
| Besatzung                   | 2 | 2–3 | 3 |
| Spannweite                  | 19,60 m | 19,60 m | 19,60 m |
| Länge                       | 12,82 m | 13,45 m | 13,45 m |
| Höhe                        | 3,90 m | 4,13 m | 5 m |
| Flügelfläche                | 62,00 m² | 62,00 m² | 62,4 m² |
| Flügelstreckung             | 6,20 | 6,20 | 6,15 |
| Rüstmasse                   | 2000 kg | 2500 kg | 2600 kg |
| Zuladung                    | 1050 kg | 1100 kg | 1300 kg |
| Startmasse                  | 3050 kg | 3600 kg | 3900 kg |
| Antrieb                     | ein flüssigkeitsgekühlter Zwölfzylinder-Viertakt-V-Motor                                                                              | ein flüssigkeitsgekühlter Zwölfzylinder-Viertakt-V-Motor                                                                              | ein flüssigkeitsgekühlter Zwölfzylinder-Viertakt-V-Motor                                                                              |
| Typ                         | Rolls Royce „Eagle IX“ mit starrer Vierblatt-Holzluftschraube                                                                         | BMW VI 5,5 mit starrer Zweiblatt-Holzluftschraube                                                                                     | BMW VI U mit starrer Zweiblatt-Holzluftschraube                                                                                       |
| Startleistung Dauerleistung | 375 PS (276 kW) 360 PS (265 kW) | 600 PS (441 kW) 450 PS (331 kW) | 640 PS (471 kW) 500 PS (368 kW) |
| Kraftstoffvolumen           | 570 l | 570 l | 570 l |
| Höchstgeschwindigkeit       | 182 km/h in Bodennähe | 195 km/h in Bodennähe | 195 km/h in Bodennähe |
| Reisegeschwindigkeit        | | 160 km/h in Bodennähe | 170 km/h in Bodennähe |
| Landegeschwindigkeit        | | 92 km/h | 92 km/h |
| Steigzeit                   | 32,5 min auf 3000 m Höhe | 36 min auf 3000 m Höhe | 36 min auf 3000 m Höhe |
| Gipfelhöhe                  | 5000 m | | 3600 m |
| Reichweite                  | 1000 km | 1000 km | 1000 km |
| Flugdauer                   | 6 h | | |
| Bewaffnung                  | zwei starre MG auf der Rumpfoberseite, ein bewegliches MG auf Drehkranz auf dem Rumpfrücken, ein 45-cm-Torpedo oder bis 500 kg Bomben | zwei starre MG auf der Rumpfoberseite, ein bewegliches MG auf Drehkranz auf dem Rumpfrücken, ein 45-cm-Torpedo oder bis 500 kg Bomben | zwei starre MG auf der Rumpfoberseite, ein bewegliches MG auf Drehkranz auf dem Rumpfrücken, ein 45-cm-Torpedo oder bis 500 kg Bomben |

## Weltrekorde
Nachfolgend die von den Dornier-Piloten Richard Wagner und Georg Zinsmaier vom 18. Juli bis zum 10. August 1927 mit einer Do D Bis in Altenrhein erflogenen acht Weltrekorde. Damit eine offizielle Anerkennung durch die FAI erfolgen konnte, erhielt das Flugzeug eine Zulassung für die Schweizer Firma Aero Metall AG in Zürich mit dem Kennzeichen CH 177, die aber nicht auf Rumpf und Tragflächen angebracht und bereits am 15. September wieder zurückgezogen wurde, um es nach Jugoslawien zu liefern.
- 172,000 km/h Geschwindigkeit auf einer 2000-km-Strecke ohne Zwischenlandung
- 2100 km Entfernung ohne Zwischenlandung
- 172 km/h Geschwindigkeit mit 500 kg Nutzlast auf einer 2000-km-Strecke
- 2100 km Entfernung mit 500 kg Nutzlast
- 5851 m Höhe mit 1000 kg Nutzlast
- 175,600 km/h mit 1000 kg Nutzlast auf einer 1000-km-Strecke
- 1600 km Entfernung mit 1000 kg Nutzlast
- 190,435 km/h mit 2000 kg Nutzlast auf einer 100-km-Strecke